# 重田徳松
重田 徳松（しげた とくまつ、1891年〈明治24年〉1月12日 - 1959年〈昭和34年〉12月9日）は、日本の陸軍軍人。最終階級は陸軍中将。

## 経歴
千葉県出身。重田留五郎の三男として生まれる。千葉中学校卒を経て、1912年（明治45年）5月、陸軍士官学校（24期）を卒業。同年12月、砲兵少尉に任官し野砲兵第14連隊付となる。陸軍砲工学校高等科を卒業し、1923年（大正12年）11月、陸軍大学校（第35期）を卒業。近衛野戦砲兵連隊中隊長となる。
1925年（大正14年）5月、参謀本部付勤務となり、第8師団参謀、陸軍技術本部付、独立山砲兵第1連隊大隊長、東京湾要塞参謀などを経て、1932年（昭和7年）8月、砲兵中佐に昇進。1933年（昭和8年）8月、野砲兵第10連隊付となり、第2師団参謀、野砲兵第10連隊長を歴任し、1936年（昭和11年）8月、砲兵大佐に進級。1938年（昭和13年）3月、第6師団参謀長に就任し日中戦争に出征。1939年（昭和14年）3月、陸軍少将に昇進し野戦重砲兵第1旅団長となる。
1940年（昭和15年）3月、砲兵監部付となり、陸軍野戦砲兵学校幹事、同校長を歴任し、1941年（昭和16年）10月、陸軍中将となり太平洋戦争を迎えた。1942年（昭和17年）3月、第35師団長に親補され中国に出征した。1943年（昭和18年）3月、砲兵監に就任。
1944年（昭和19年）7月、第72師団長に親補された。1945年（昭和20年）4月、第52軍司令官に発令され、千葉県佐倉で本土決戦に備えていたが、交戦することなく終戦を迎えた。同年12月、予備役に編入された。
1948年（昭和23年）1月31日、公職追放仮指定を受けた。

## 栄典
- 1913年（大正2年）2月20日 - 正八位[3]